# Amy Walsh
Amy Heather Walsh (13 de setembro de 1977) é uma ex-futebolista canadense que atuava como meia.

## Carreira
Amy Walsh representou a Seleção Canadense de Futebol Feminino nas Olimpíadas de 2008.